# Austrolimnophila (Austrolimnophila) saturnina
Austrolimnophila (Austrolimnophila) saturnina is een tweevleugelige uit de familie steltmuggen (Limoniidae). De soort komt voor in het Afrotropisch gebied.